# Stefaan Maene
Pour les articles homonymes, voir Maene.
Stefaan Maene, né à Ostende le 13 mai 1972 à Ostende, est un nageur belge, spécialiste des épreuves de dos et de 4 nages.

## Biographie
Stefaan Maene participe aux Jeux olympiques de 1992 à Barcelone où il termine à la 8e place de la finale du 200 m dos.
Il obtient sa première médaille internationale en 1993, lors de la première édition des Championnats du monde en petit bassin qui se tiennent à Palma de Majorque : elle est de bronze dans l'épreuve du 200 m dos.
Deux années plus tard, il remporte une médaille de même couleur dans l'épreuve du 100 m dos des Championnats d'Europe, à Vienne et échoue au pied d'un second podium en prenant la quatrième place de l'épreuve du 400 m 4 nages.
En 2007, il tente un retour dans les bassins dans l'optique de participer aux Jeux olympiques de Pékin l'année suivante, mais il n'y parvient pas. Un an après les Jeux, il avoue dans un livre avoir eu recours au dopage (aux stéroïdes) pour réussir à se qualifier.

## Palmarès

### Championnats du monde
- Championnats du monde en petit bassin 1993  à Palma de Majorque (Espagne) :
  -  médaille de bronze de l'épreuve du 200 m dos (1 min 55 s 68)

### Championnats d'Europe
- Championnats d'Europe de natation 1995 à Vienne (Autriche) :
  -  médaille de bronze de l'épreuve du 100 m dos (56 s 32)